# Futbol a Luxemburg
El futbol és l'esport més popular a Luxemburg. És organitzat per la Luxembourg Football Federation (FLF), que és membre de FIFA i UEFA.

## Història

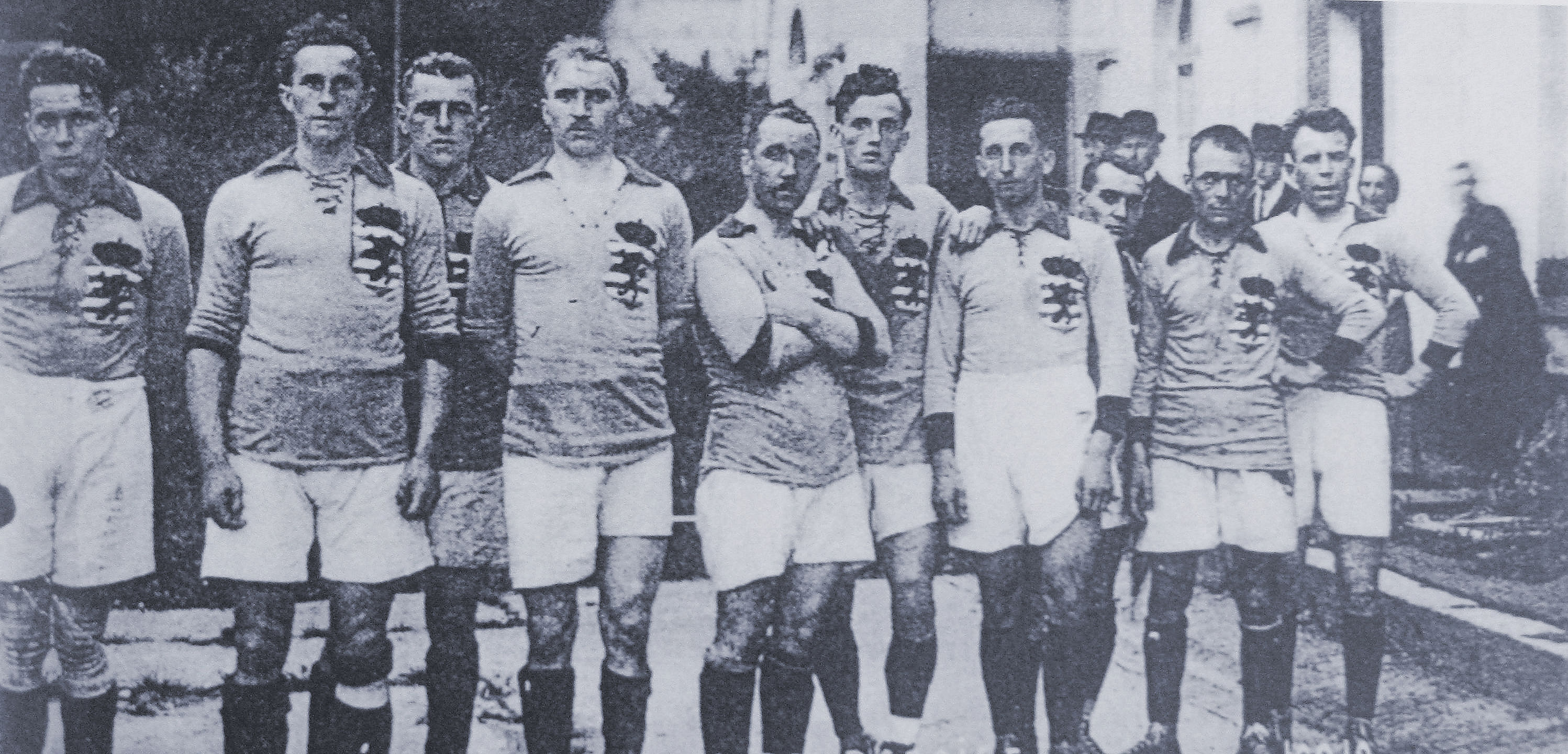
Selecció de Luxemburg el 1920.

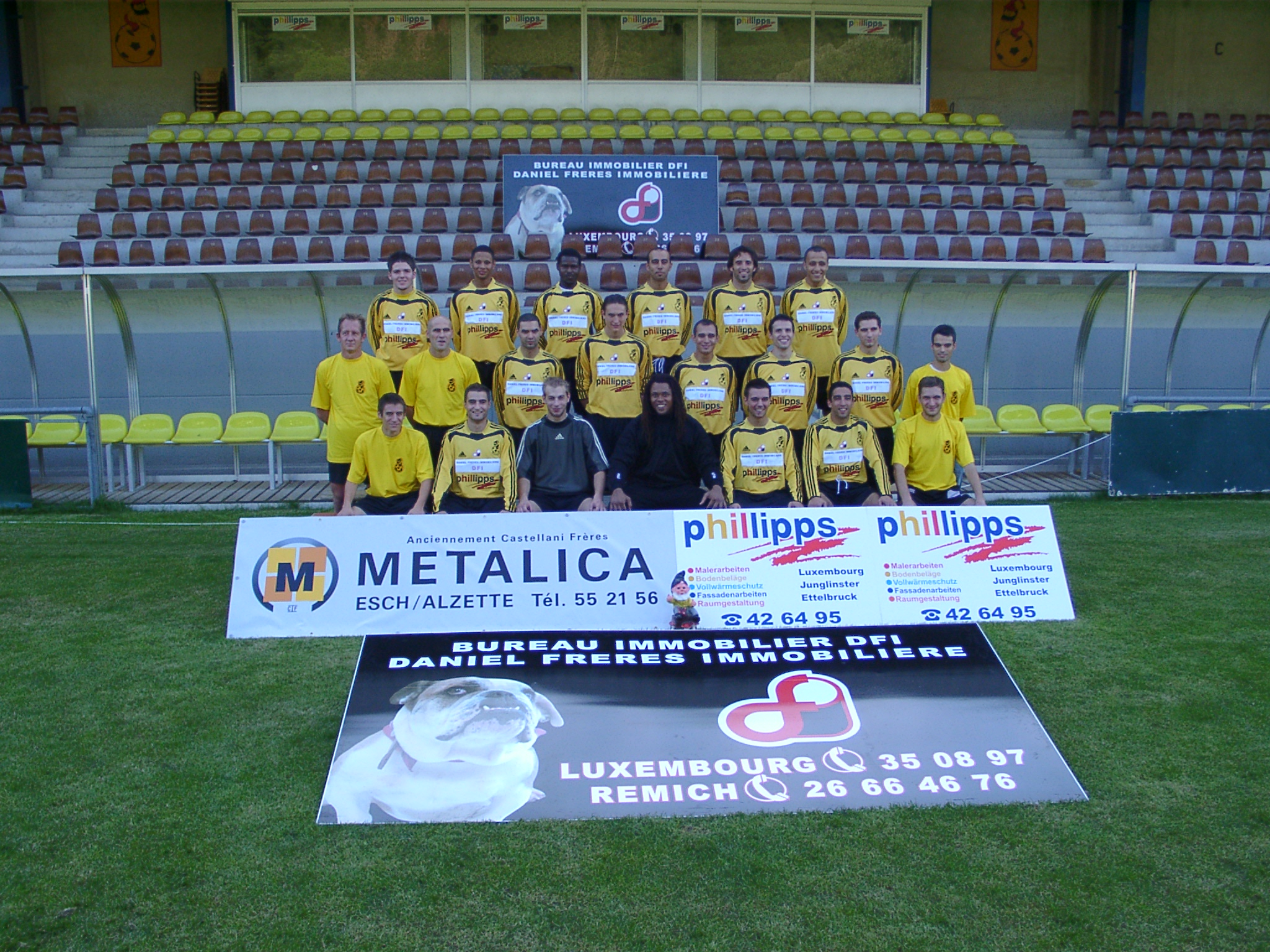
Avenir Beggen la temporada 2005-06.

El club més antic del país fou el Football and Lawntennis Club, fundat el 9 de desembre de 1906 pel professor anglès Jean Roeder.
No fou fins 1908 que hi va haver prou clubs per crear la Federació Nacional. Un any més tard es disputà el primer campionat guanyat pel Racing Club Luxembourg. La copa es creà la temporada 1921-22, guanyada pel mateix Racing Club.
El primer partit de la selecció es va disputar el 29 d'octubre de 1911 (derrota 1–4 davant França), i el primer partit de la selecció femenina fou una derrota 0–4 davant Eslovàquia el 18 de novembre de 2006.
L'estadi nacional, Stade Josy Barthel, fou inaugurat el 1931. Un nou estadi nacional començà a ser construït el 1917 a Kockelsheier.

## Competicions
- Lliga:
  - Division Nationale (primera categoria)
  - Éirepromotioun (segona categoria)
  - Luxembourg 1. Division (2 grups, tercera categoria)
  - Luxembourg 2. Division (2 grups, quarta categoria)
  - Luxembourg 3. Division (2 grups, cinquena categoria)
- Copa luxemburguesa de futbol

## Principals clubs
Equips amb més títols de lliga i copa de Luxemburg.
- AS La Jeunesse d'Esch
- Racing FC Union Luxemburg
- Football 1991 Dudelange
- FC Differdange 03
- FC Avenir Beggen
- CS Fola Esch
- FC Progrès Niedercorn
- CS Grevenmacher
- US Rumelange
- FC Etzella Ettelbruck
- FC Schifflange 95
- FC Swift Hesperange

Equips desapareguts:
- CA Spora Luxemburg
- Union Sportive Luxemburg
- FC Aris Bonnevoie
- Racing Club Luxemburg
- Sporting Club Luxemburg
- FA Red Boys Differdange
- US Hollerich Bonnevoie

## Jugadors destacats
Font:
Des de 1930
- Joseph Fischer
- Gustave Kemp
- Léon Mart

Des de 1940
- Camille Libar
- Bernard Michaux

Des de 1950
- Erny Brenner
- Nicolas Kettel

Des de 1960
- François Konter
- Louis Pilot

Des de 1970
- Nico Braun
- Jeannot Moes
- Paul Philipp

Des de 1980
- Robby Langers
- John van Rijswijck
- Carlo Weis

Des de 1990
- Guy Hellers
- Jeff Strasser

Des de 2000
- Alphonse Leweck

Des de 2010
- Mario Mutsch

## Principals estadis

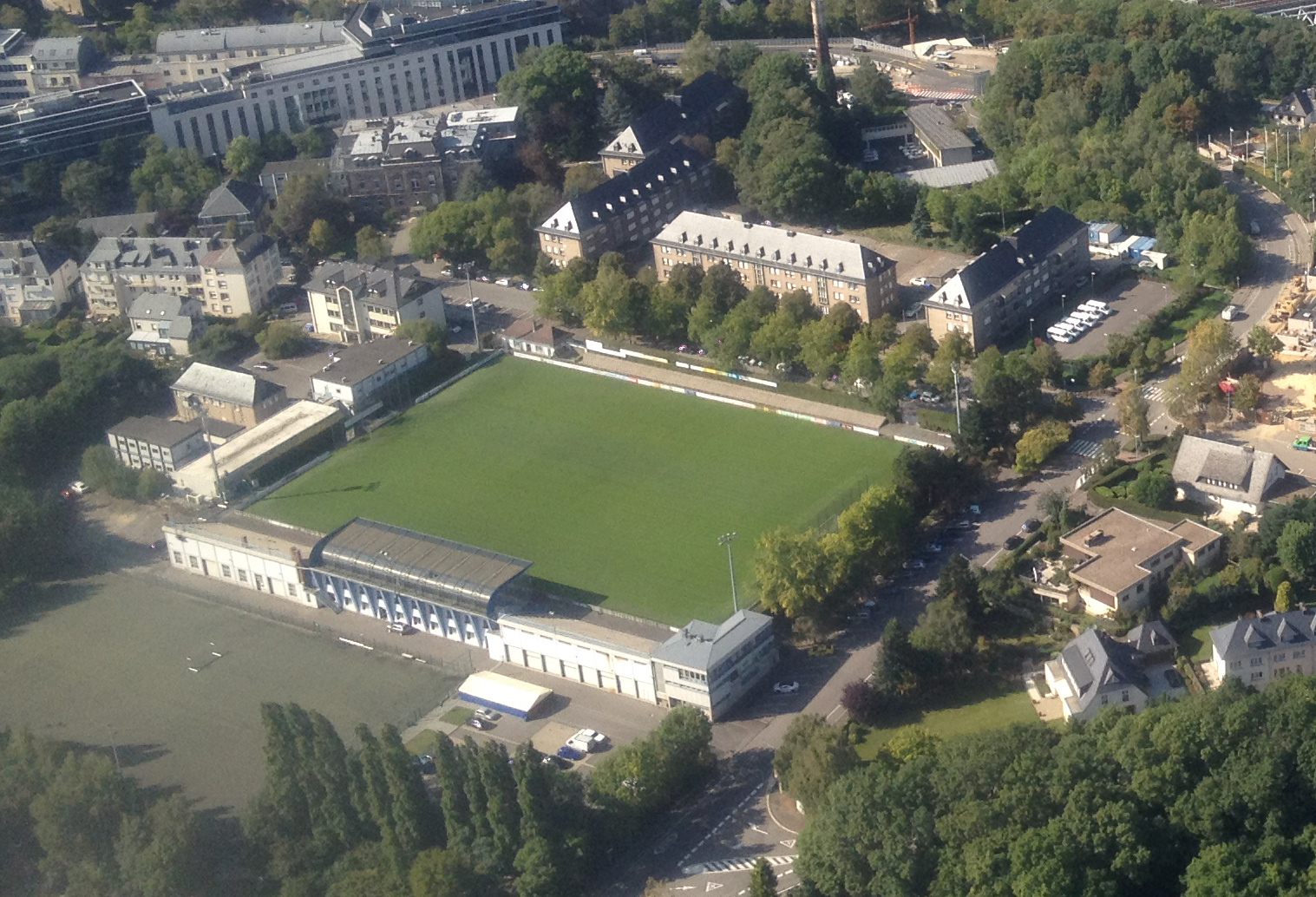
Stade Achille Hammerel.

- Stade Municipal, Oberkorn (Oberkorn)
- Stade Josy Barthel (Luxemburg)
- Stade du Thillenberg (Differdange)
- Stade Achille Hammerel (Luxemburg)
- Stade Jos Haupert (Niederkorn)
- Stade rue Henri Dunant (Luxemburg)
- Stade Jos Nosbaum (Dudelange)
- Op Flohr Stadion (Grevenmacher)
- Stade de la Frontière (Esch-sur-Alzette)
- Stade Émile Mayrisch (Esch-sur-Alzette)
- Stade Municipal, Schifflange (Schifflange)
- Stade Communal, Mondercange (Mondercange)
- Stade Alphonse Theis (Hesperange)
- Stade Municipal, Rumelange (Rumelange)
- Luxembourg-Cents (Luxemburg)
- Stade François Trausch (Mamer)
- VictoriArena (Rosport)
- Stade Municipal, Pétange (Pétange)
- Stade Am Deich (Ettelbruck)
- Stade Géitz (Wiltz)
- Stade um Bëchel (Hautcharage)